# جمل الأحكام
جُمَلُ الأحكام لأبي العباس الناطفي من كتب الأشباه والنظائر على المذهب الحنفي.

## المؤلف
النَّاطفي (...- 446 هـ = ...- 1054 م): أحمد بن محمد بن عمر أبو العباس الناطفي: فقيه حنفي، من أهل الريّ [أي: مدينة طهران]. نسبته إلى عمل الناطف.
من كتبه:
1. الأجناس
2. الفروق
3. الروضة مخطوط
4. الواقعات
5. الأحكام.[1]

وتوفي بالرّيّ. حدَّث عن أبي حفص بن شاهين، وأبي حفص الكتاني.
ذكره صاحب الهداية في الطهارة بلفظ ‌الناطفي وهو أحد الفقهاء الكبار وأحد أصحاب الواقعات والنوازل.

## وصف الكتاب
هو من التآليف على نمط الأشباه والنظائر، وهو أقدم من كتب الزركشي والسيوطي وابن نجيم.
وقال الحاج خليفة: رتب على: ثمانية وعشرين باباً.

## فصول الكتاب
1. أحكام النساء
2. أحكام الصبيان
3. أحكام العبيد والإماء
4. أحكام السكارى
5. أحكام المكرهين
6. أحكام المجانين
7. أحكام الغيب
8. أحكام أمهات الأولاد
9. أحكام المدبرين
10. أحكام المكاتبين
11. أحكام أهل الذمة
12. أحكام الجزية
13. أحكام المرتدين
14. أحكام الأوصياء
15. أحكام الأبوين
16. أحكام الجد
17. أحكام الزوجين
18. الأحكام التي تتعلق بالأكثر
19. الأحكام التي صاحبها بالخيار
20. أحكام المرضى
21. الأحكام التي لا تجتمع معاً
22. أحكام الشيوع
23. أحكام الناسي
24. أحكام الجنب
25. أحكام بين اثنين
26. الأحكام التي تتعلق بالربع
27. أحكام البغاة
28. في مسائل مبنية على الأَوْلى
29. الأحكام التي تتعلق بالسلطان
30. في مسائل مبنية على الغلط.[5]

## مخطوطات الكتاب
أقدم مخطوطة مؤرخة حُقِّق عليها الكتاب في دار الكتب المصرية تحت رقم (م1/ فقه حنفي) مكتوبة بخط إبراهيم بن سفر الكَفَويّ في أواسط سنة 1085 هـ.